# Burn Up!
Burn Up! (яп. バーン ナップ) — односерійні OVA-аніме, випущене у 1991 році. Сюжет оповідає про поліціянта боївки під назвою «Воїни», якому доручають особливо важливі завдання.
Пізніше було знято два аніме, продовжують сюжет Burn Up! — Burn Up W, що складається з 4 серій, та Burn Up Excess, що складається з 13 серій. Також було знято аніме Burn Up Scramble, що не має відношення до сюжетної лінії попередніх частин. У ньому збереглися багато персонажів з оригінальної серії, однак їх зовнішність була змінена.

## Сюжет
У поліційному департаменті проходить нарада, яку відвідують Кендзі та його партнер Банба. Вони дізнаються, що викрадачі дівчат, які орудують у місті, можуть бути пов'язані з Семюелем МакКоєм, якому належить мережа ресторанів і нічних клубів. Однак ніяких доказів цього зв'язку не було.
Кендзі повідомляє Макі інформацію про МакКоя, а заодно призначає їй побачення. Побачення, однак, довелося перервати, коли з'явився Банба і повідомив останні новини. Виявляється, зниклі дівчата відвідували нічний клуб Sartrait 7, який належить МакКоєві. Кендзі забороняє Макі починати розслідування, посилаючись на ризик. Однак арештованого викрадача дівчат знаходять мертвим у камері. Тепер команда змушена почати розслідування у клубі за браком інших доказів.
Юка приходить в клуб під виглядом звичайної відвідувачки. Вона зауважує самотньо сидить дівчину і вирішує подружитися з нею. Дівчина каже, що її кинув хлопець, Юка з міркувань безпеки пропонує дівчині скласти компанію. Незабаром невідомий нападає на Юку і приголомшує її.
Макі та Ремі слідують за бандитом і затримують його. Все йде добре, як раптом з'являється Ґоннак і неймовірно швидко атакує отруйними голками. Дівчата втрачають свідомість.
У лікарні дівчата приходять у себе. До них приходить Кендзі і повідомляє, що вони не можуть почати офіційне розслідування викрадення Юкі за відсутністю доказів.
Обурена Макі вирішує взяти ситуацію у свої руки. Вона таємно проникає в арсенал і бере спорядження. Ремі тим часом відволікає службу безпеки за допомогою сигналізації. Вони крадуть поліцейську штурмову машину і рухаються до особняка МакКоя.
Юка опам'ятовується і виявляє, що вона в камері з трьома іншими дівчатами. Вони підтверджують, що їх готують для сексуального рабства. Юку призводять до Рюдзо, який кидає на підлогу її поліційний значок і під тортурами намагається з'ясувати, що вона робила в клубі. Юка, попри очевидність ситуації, стверджує, що прийшла просто розважитися.
Макі та Ремі під'їжджають до особняка і вступають в бій з охороною. Вони знаходять Юку та інших полонянок і звільняють їх. Юка за розпорядженням Макі веде дівчат у безпечне місце, Маки та Ремі відправляються до МакКоя, який разом з Рюдзо намагається врятуватися з обложеного особняка. А тим часом приходить підкріплення. Кендзі і Банба проникають в особняк, вбивають Рюдзо і заарештовують МакКоя.

## Персонажі
Головні персонажі
Макі — член загону «Воїнів», в сутичці завжди бере ситуацію під контроль. Дуже не любить, коли хлопці намагаються до неї чіплятися, в подібних випадках застосовує навички рукопашного бою.
Сейю: — Юміко Сібата
Юка — член загону «Воїнів», комп'ютерний експерт. Вона була взята в заручники під час виконання завдання.
Сейю: — Куміко Нісіхара
Кендзі — лідер загону «Воїнів». Полягає в романтичних стосунках з Макі.
Сейю: — Хірокадзу Хірамацу
Ремі — чорнява дівчина, подруга Макі. Приходить у лють, якщо хтось зашкодить електронні пристрої, які вона бере на завдання (це пов'язано з тим, що вона повинна за них платити, проте не може собі цього дозволити).
Сейю: — Мікі Іто
Другорядні персонажі
Семюель МакКой — лідер банди, яка займається захопленням у полон молодих дівчат, промиває їм мізки та продає в рабство багатим клієнтам.
Сейю: — Норіо Вакамото
Саяка — молода дівчина, що працює на банду МакКоя. Вона обманом заманила Юку в пастку, та вона була захоплена. Абсолютно байдуже ставиться до страждань захоплених бандою дівчат.
Сейю: — Юрі Сіраторі
Бамба — офіцер поліції. Завдяки відмінним навичкам стрільби він запобігає втечу Семюеля МакКоя з особняка, який оточила поліція. Розумний, уважний, на роботі проявляє дисципліну та професіоналізм. Співпрацює з Кендзі.
Сейю: — Соітіро Акебосі
Рюдзі — член банди МакКоя, займається промиванням мізків полонянок. Він катує Юку, намагаючись з'ясувати, з якою метою вона прийшла в його клуб.
Сейю: — Хідеюкі Умедзу
Ґоннак — МакКоїв охоронець. Дуже сильний і швидкий.